# Sesara
Sesara o Sésara (en griego: Σαισάρα, Saisára), en la mitología griega, era una hija de Céleo, rey de Eleusis, que se casó con Crocón. Esta versión la mantienen los habitantes del demo de Escambónidas. Se dice que hija de Crocón, sin especificar a Sésara, fue Meganira, la esposa de Árcade, quien le dio a Élato y a Afidante. También dicen que Eumolpo y las hijas de Céleo realizaron los ritos sagrados a las diosas, que Panfo, y de la misma manera también Homero, llaman Diogenea y Pamérope, y a la tercera Sésara.